# 塔爾多姆區

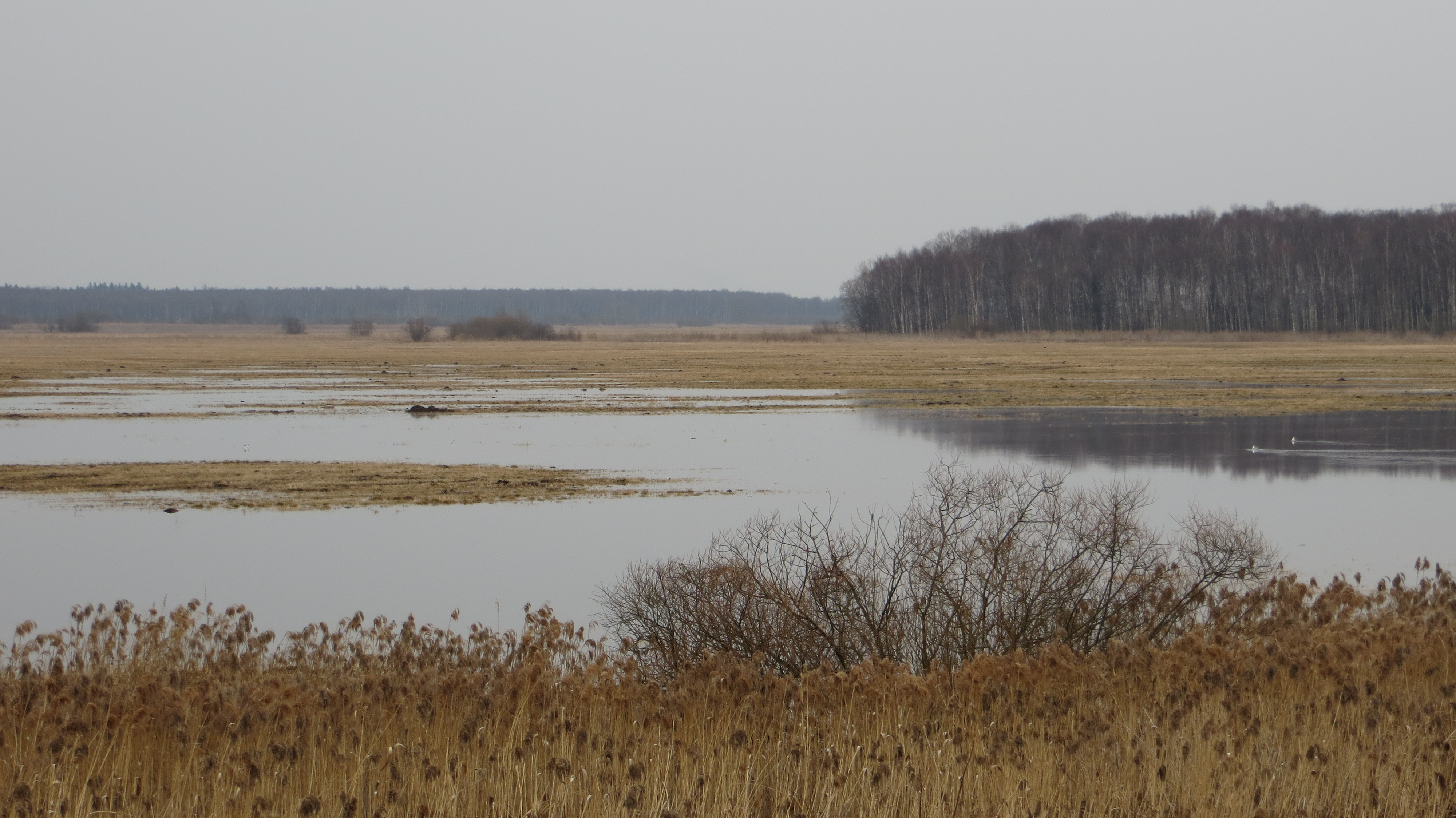

56°44′N 37°32′E / 56.733°N 37.533°E
塔爾多姆區（俄语：Талдомский район），是俄羅斯的一個區，位於該國西部，由莫斯科州負責管轄，面積1,426.63平方公里，2010年該區人口48,553，人口密度每平方公里34.03人。